# Sange af Agnete og havmanden
Sange af Agnete og havmanden is een verzameling liederen van Niels Gade op teksten van Hans Christian Andersen. Het toneelstuk zou in 1842 opgevoerd worden in Der Kongelige Teater en Niels Gade schreef er zes stukjes muziek bij. Meerdere stukjes gaan sindsdien los door het leven, bijvoorbeeld Hemming spillemands sang (het lied van hemming de violist). De beginregel van dat lied luidt: Der voxed et Træ i min Moders Gaard (Er groeit een boom in mijn moeders tuin).
De vier liederen:
1. Hemmings spillemands sang
2. Chor af Havfruer (Jeg veed et slot)
3. Agnetes vuggevise (Sol deroppe ganger under lide)
4. Chor af Jaegere (tra-ra, tra-ra, tra-ra)
5. Vise om Agnete og havmanden (Agnete var elsket)
6. Fiskerdrengens vise (Lærken synger sin Morgensang)

Het werk is opgedragen aan Andreas Peter Berggreen, docent van Niels Gade.